# Степове (Євпаторійський район)
Степове́ (до 1948 року — Камба́р; крим. Qambar) — село Євпаторійського району Автономної Республіки Крим.
Відстань від райцентру до населеного пункта становить 42 кілометрів по прямій.